# Actinopyga echinites
Actinopyga echinites är en sjögurkeart. Actinopyga echinites ingår i släktet Actinopyga och familjen Holothuriidae. Inga underarter finns listade i Catalogue of Life.

## Bildgalleri

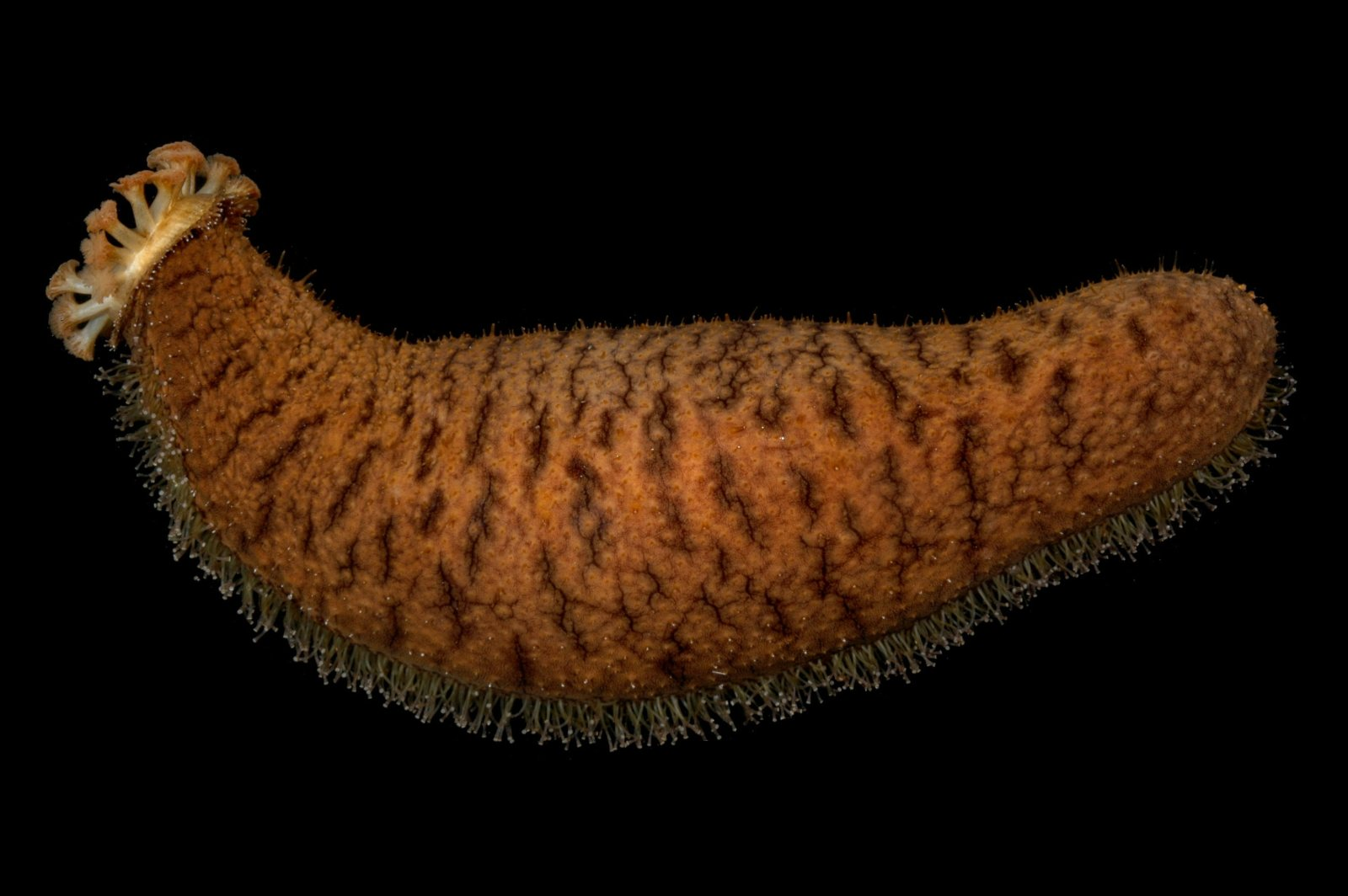